# Max Rabl
Max Rabl (* 21. September 1898 in Bochtitz, Mähren; † 11. August 1964 in Wels) war ein österreichischer Politiker (VdU).

## Leben
Rabl wurde in Bochtitz als Sohn eines Gutsverwalters geboren. Von 1908 bis 1916 besuchte er ein Gymnasium in Wien. In den Jahren 1917 bis 1918 war er Soldat im Ersten Weltkrieg, 1919 in französischer Kriegsgefangenschaft.
Von 1920 bis 1926 studierte er an der Hochschule für Bodenkultur und betrieb ein Studium der Rechte (5 Semester) an der Universität Wien. Während seines Studiums wurde er 1920 Mitglied der Burschenschaft Hubertus Wien, 1936 durch Fusion auch Mitglied der Burschenschaft Alemannia Wien.
1921 trat Rabl der NSDAP bei.
Nach seinem Studium war er von 1927 bis 1930 als Gutsbeamter tätig.
Von 1930 bis 1933 war er Sekretär des deutschnationalen und antisemitischen Niederösterreichischen Landbundes. 1930 äußerte er öffentlich Korruptionsvorwürfe gegen den christlich-sozialen Abgeordneten Mathias Dersch. Daraufhin wurde Rabl zunächst zu einer Woche Arrest verurteilt; als er im Berufungsverfahren die Vorwürfe zurücknahm, wurde die Strafe auf eine Geldstrafe herabgesetzt.
Von 1935 bis 1938 redigierte er die von ihm gegründete Zeitung „Landpost“ in Wels. Die Landpost war eine von einigen „getarnten“ Blättern, die eine wichtige propagandistische Stütze der nach dem 19. Juni 1933 verbotenen NSDAP darstellten. Sie gehörte zu einer kleinen Anzahl von Verlagen und Druckereien, die zumindest im ersten Jahr nach dem Anschluss bestehen durften, gewissermaßen als „Belohnung“ für die Verdienste in der Zeit der Illegalität. Wenige Tage nach dem Einmarsch deutscher Truppen 1938 erschien die Landpost mit dem Zusatz „Blatt der nationalsozialistischen Bauernschaft Österreichs“.
1938 wurde er Geschäftsführer des von den Nazis gleichgeschalteten Verlages der Diözese St. Pölten.
Während der NS-Zeit wurde er dreimal verhaftet. Das Kleine Volksblatt berichtete am 7. Juli 1939 unter dem Titel „Strenge Maßnahmen gegen einen unsozialen Betriebsführer“ von einem Freispruch im Zweifel im Zusammenhang mit finanziellen Ungereimtheiten beim von Rabl geleiteten St. Pöltener Preßverein. Danach wurde er wegen Abhörens eines Feindsenders verhaftet und verbrachte einige Zeit als Zellenkamerad von Heinrich Gleißner. Der Einlieferung ins KZ entging er durch freiwillige Meldung zur Wehrmacht und diente sich vom Gemeinen wieder zum Offizier hoch. 1945–1946 war er in Kriegsgefangenschaft.
Im Jahr 1947 wurde er von Landeshauptmann Heinrich Gleißner (ÖVP) zum Verwalter der sogenannten „Göringhöfe“ (Bauernhöfe, die im privaten Besitz von Hermann Göring waren) in Oberösterreich ernannt.
Nach dem Krieg fand er seine politische Heimat beim VdU, einer Bewegung ehemaliger NSDAP-Mitglieder, Ex-Landbündler und Großdeutscher, den er 1949 in Salzburg mitbegründete. Von 1949 bis 1955 war er Mitglied des Bundesrates als Vertreter des VdU. 1955, nach vielen Richtungsstreitigkeiten und der Umwandlung des VdU in die FPÖ, trennte er sich von seiner Partei und versuchte vergeblich, eine eigene Partei zu gründen.

## Familie
Sein Enkel Andreas Rabl ist Mitglied der FPÖ und Bürgermeister der Stadt Wels.